# FA Cup 2021-2022
La FA Cup 2021-2022 è stata la 141ª edizione della FA Cup, la più importante coppa nel calcio inglese e la competizione ad eliminazione diretta più antica del mondo. È stata sponsorizzata da Emirates.
La finale si è svolta il 14 maggio 2022 allo Stadio di Wembley e si è conclusa con la vittoria del Liverpool, che ha sconfitto il Chelsea ai tiri di rigore dopo lo 0-0 al termine dei tempi supplementari. Per il Liverpool si è trattato dell'ottavo successo nella storia della competizione.

## Calendario
La competizione è composta dalle 92 squadre del sistema Football League (20 squadre della Premier League e 72 in totale dalla EFL Championship, EFL League One e EFL League Two) più le 32 squadre qualificate su 637 squadre del National League System (dal 5º al 10º livello del sistema calcio inglese) che hanno iniziato la competizione nei turni di qualificazione.
Tutti i turni sono stati estratti casualmente, di solito al termine del turno precedente o la sera dell'ultima partita in diretta televisiva di un turno in corso, a seconda dei diritti TV.
| Fase                    | Turno                           | Sorteggio     | Data              | Partite | Squadre   | Squadre entrate | Campionati entranti                         |
| ----------------------- | ------------------------------- | ------------- | ----------------- | ------- | --------- | --------------- | ------------------------------------------- |
| Turni di qualificazione | Turno extra preliminare         | 9 luglio 2021 | 7 agosto 2021     | 174     | 637 → 463 | 348             |                                             |
| Turni di qualificazione | Turno preliminare               | 9 luglio 2021 | 21 agosto 2021    | 155     | 463 → 308 | 136             | N&S&I Divisions One                         |
| Turni di qualificazione | Primo turno di qualificazione   |               | 4 settembre 2021  | 121     | 308 → 187 | 87              | N&S&I Premier Division                      |
| Turni di qualificazione | Secondo turno di qualificazione |               | 18 settembre 2021 | 82      | 187 → 105 | 43              | National North & South                      |
| Turni di qualificazione | Terzo turno di qualificazione   |               | 2 ottobre 2021    | 41      | 105 → 64  |                 |                                             |
| Turni di qualificazione | Quarto turno di qualificazione  |               | 16 ottobre 2021   | 32      | 64 → 32   | 23              | National League                             |
| Torneo principale       | Primo turno                     |               | 6 novembre 2021   | 40      | 80 → 40   | 48              | Football League 1 Football League 2         |
| Torneo principale       | Secondo turno                   |               | 4 dicembre 2021   | 20      | 40 → 20   |                 |                                             |
| Torneo principale       | Terzo turno                     |               | 8 gennaio 2022    | 32      | 64 → 32   | 44              | Premier League Football League Championship |
| Torneo principale       | Quarto turno                    |               | 5 febbraio 2022   | 16      | 32 → 16   |                 |                                             |
| Torneo principale       | Ottavi di finale                |               | 2 marzo 2022      | 8       | 16 → 8    |                 |                                             |
| Torneo principale       | Quarti di finale                |               | 19 marzo 2022     | 4       | 8 → 4     |                 |                                             |
| Torneo principale       | Semifinali                      |               | 23 aprile 2022    | 2       | 4 → 2     |                 |                                             |
| Torneo principale       | Finale                          |               | 14 maggio 2022    | 1       | 2 → 1     |                 |                                             |

## Turni di qualificazione
Le squadre che non erano membri né della Premier League né della English Football League hanno gareggiato nei turni di qualificazione per assicurarsi uno dei 32 posti disponibili nel primo turno della fase finale. La competizione di qualificazione a sei turni è iniziata con un turno preliminare extra il 6 agosto 2021.

## Fase finale

### Primo turno
Il sorteggio per il primo turno della fase finale si è tenuto il 17 ottobre 2021 allo Stadio di Wembley a Londra . A questo turno si è qualificata una squadra di ottava divisione, il campionato di livello più basso fin qui rappresentato, vale a dire il Sudbury.
| Squadra 1               | Risultato | Squadra 2                  |
| ----------------------- | --------- | -------------------------- |
| 5 novembre 2021         |           |                            |
| Sudbury (8)             | 0 - 4     | Colchester Utd (4)         |
| 6 novembre 2021         |           |                            |
| Scunthorpe Utd (4)      | 0 - 1     | Doncaster (3)              |
| Gillingham (3)          | 1 - 1     | Cheltenham Town (3)        |
| Bradford City (4)       | 1 - 1     | Exeter City (4)            |
| Sunderland (3)          | 0 - 1     | Mansfield Town (4)         |
| Hayes & Yeading Utd (7) | 0 - 1     | Sutton Utd (4)             |
| Carlisle Utd (4)        | 2 - 0     | Horsham (7)                |
| Yate Town (7)           | 0 - 5     | Yeovil Town (5)            |
| Rotherham Utd (3)       | 3 - 0     | Bromley (5)                |
| Portsmouth (3)          | 1 - 0     | Harrow Borough (7)         |
| Morecambe (3)           | 1 - 0     | Newport County (4)         |
| Fleetwood Town (3)      | 1 - 2     | Burton Albion (3)          |
| Northampton Town (4)    | 2 - 2     | Cambridge Utd (3)          |
| Halifax Town (5)        | 7 - 4     | Maidenhead Utd             |
| Chesterfield (5)        | 3 - 1     | Southend Utd (5)           |
| Kidderminster (6)       | 1 - 0     | Grimsby Town (5)           |
| Wigan (3)               | 0 - 0     | Solihull Moors (5)         |
| Boreham Wood (5)        | 2 - 0     | Eastleigh (5)              |
| York City (6)           | 0 - 1     | Buxton (7)                 |
| Ipswich Town (3)        | 1 - 1     | Oldham Athletic (4)        |
| AFC Wimbledon (3)       | 1 - 0     | Guiseley (6)               |
| Harrogate Town (4)      | 2 - 1     | Wrexham (5)                |
| Hartlepool Utd (4)      | 2 - 2     | Wycombe (3)                |
| King's Lynn Town (5)    | 0 - 1     | Walsall (4)                |
| Crewe Alexandra (3)     | 0 - 3     | Swindon Town (4)           |
| Charlton (3)            | 4 - 0     | Havant & Waterlooville (6) |
| Crawley Town (4)        | 0 - 1     | Tranmere (4)               |
| Leyton Orient (4)       | 1 - 0     | Ebbsfleet Utd (6)          |
| MK Dons (3)             | 2 - 2     | Stevenage (4)              |
| Lincoln City (3)        | 1 - 0     | Bowers & Pitsea (7)        |
| Port Vale (4)           | 5 - 1     | Accrington Stanley (3)     |
| Gateshead (6)           | 2 - 2     | Altrincham (5)             |
| Banbury Utd (7)         | 0 - 4     | Barrow (4)                 |
| 7 novembre 2021         |           |                            |
| Sheffield Weds (3)      | 0 - 0     | Plymouth (3)               |
| Oxford Utd (3)          | 2 - 2     | Bristol Rovers (4)         |
| Stratford Town (7)      | 1 - 5     | Shrewsbury Town (3)        |
| Rochdale (4)            | 1 - 1     | Notts County (5)           |
| Bolton (3)              | 2 - 2     | Stockport County (5)       |
| St Albans City (6)      | 3 - 2     | Forest Green (4)           |
| 8 novembre 2021         |           |                            |
| Dag & Red (5)           | 0 - 1     | Salford City (4)           |

#### Replay
| Squadra 1            | Risultato   | Squadra 2            |
| -------------------- | ----------- | -------------------- |
| 16 novembre 2021     |             |                      |
| Bristol Rovers (4)   | 4 - 3 (dts) | Oxford Utd (3)       |
| Altrincham (5)       | 2 - 3       | Gateshead (6)        |
| Cambridge Utd (3)    | 3 - 1       | Northampton Town (4) |
| Cheltenham Town (3)  | 1 - 0       | Gillingham (3)       |
| Notts County (5)     | 1 - 2       | Rochdale (4)         |
| Oldham Athletic (4)  | 1 - 2       | Ipswich Town (3)     |
| Plymouth (3)         | 3 - 0       | Sheffield Weds (3)   |
| Solihull Moors (5)   | 1 - 2 (dts) | Wigan (3)            |
| Stevenage (4)        | 2 - 1 (dts) | MK Dons (3)          |
| Wycombe (3)          | 0 - 1       | Hartlepool Utd (4)   |
| 17 novembre 2021     |             |                      |
| Stockport County (5) | 5 - 3 (dts) | Bolton (3)           |
| 30 novembre 2021     |             |                      |
| Exeter City (4)      | 2 - 1       | Bradford City (4)    |

### Secondo turno
Il sorteggio per il secondo turno della fase finale si è tenuto l'8 novembre 2021 . A questo turno si è qualificata una squadra di settima divisione, il campionato di livello più basso fin qui rappresentato, vale a dire il Buxton.
| Squadra 1          | Risultato | Squadra 2            |
| ------------------ | --------- | -------------------- |
| 3 dicembre 2021    |           |                      |
| Gateshead (6)      | 0 - 2     | Charlton (3)         |
| Rotherham Utd (3)  | 1 - 0     | Stockport County (5) |
| 4 dicembre 2021    |           |                      |
| Buxton (7)         | 0 - 1     | Morecambe (3)        |
| Bristol Rovers (4) | 2 - 1     | Sutton Utd (4)       |
| Burton Albion (3)  | 1 - 2     | Port Vale (4)        |
| Cambridge Utd (3)  | 2 - 1     | Exeter City (4)      |
| Carlisle Utd (4)   | 1 - 2     | Shrewsbury Town (3)  |
| Doncaster (3)      | 2 - 3     | Mansfield Town (4)   |
| Ipswich Town (3)   | 0 - 0     | Barrow (4)           |
| Leyton Orient (4)  | 4 - 0     | Tranmere (4)         |
| Lincoln City (3)   | 0 - 1     | Hartlepool Utd (4)   |
| Portsmouth (3)     | 1 - 2     | Harrogate Town (4)   |
| Walsall (4)        | 1 - 2     | Swindon Town (4)     |
| AFC Wimbledon (3)  | 4 - 3     | Cheltenham Town (3)  |
| Yeovil Town (5)    | 1 - 0     | Stevenage (4)        |
| 5 dicembre 2021    |           |                      |
| Rochdale (4)       | 1 - 2     | Plymouth (3)         |
| Colchester Utd (4) | 1 - 2     | Wigan (3)            |
| Kidderminster (6)  | 2 - 0     | Halifax Town (5)     |
| Salford City (4)   | 0 - 2     | Chesterfield (5)     |
| 6 dicembre 2021    |           |                      |
| Boreham Wood (5)   | 4 - 0     | St Albans City (6)   |

#### Replay
| Squadra 1        | Risultato | Squadra 2        |
| ---------------- | --------- | ---------------- |
| 15 dicembre 2021 |           |                  |
| Barrow (4)       | 2 - 0     | Ipswich Town (3) |

### Terzo turno
Il sorteggio per il terzo turno della fase finale si è tenuto il 6 dicembre 2021 . A questo turno si è qualificata una squadra di sesta divisione, il campionato di livello più basso fin qui rappresentato, vale a dire il Kidderminster.
| Squadra 1             | Risultato       | Squadra 2             |
| --------------------- | --------------- | --------------------- |
| 7 gennaio 2022        |                 |                       |
| Swindon Town (4)      | 1 - 4           | Manchester City (1)   |
| 8 gennaio 2022        |                 |                       |
| Mansfield Town (4)    | 2 - 3           | Middlesbrough (2)     |
| Bristol City (2)      | 0 - 1 (dts)     | Fulham (2)            |
| Burnley (1)           | 1 - 2           | Huddersfield Town (2) |
| Coventry City (2)     | 1 - 0           | Derby County (2)      |
| Hartlepool Utd (4)    | 2 - 1           | Blackpool (2)         |
| Millwall (2)          | 1 - 2           | Crystal Palace (1)    |
| Barnsley (2)          | 5 - 4 (dts)     | Barrow (4)            |
| Boreham Wood (5)      | 2 - 0           | AFC Wimbledon (3)     |
| Kidderminster (6)     | 2 - 1           | Reading (2)           |
| Leicester City (1)    | 4 - 1           | Watford (1)           |
| Newcastle Utd (1)     | 0 - 1           | Cambridge Utd (3)     |
| Peterborough Utd (2)  | 2 - 1           | Bristol Rovers (4)    |
| Port Vale (4)         | 1 - 4           | Brentford (1)         |
| QPR (2)               | 1 - 1 (8-7 dtr) | Rotherham Utd (3)     |
| West Bromwich (2)     | 1 - 2 (dts)     | Brighton (1)          |
| Wigan (3)             | 3 - 2           | Blackburn (2)         |
| Birmingham City (2)   | 0 - 1 (dts)     | Plymouth (3)          |
| Chelsea (1)           | 5 - 1           | Chesterfield (5)      |
| Hull City (2)         | 2 - 3 (dts)     | Everton (1)           |
| Swansea City (2)      | 2 - 3 (dts)     | Southampton (1)       |
| Yeovil Town (5)       | 1 - 3           | Bournemouth (2)       |
| 9 gennaio 2022        |                 |                       |
| Luton Town (2)        | 4 - 0           | Harrogate Town (4)    |
| Cardiff City (2)      | 2 - 1 (dts)     | Preston N.E. (2)      |
| Charlton (3)          | 0 - 1           | Norwich City (1)      |
| Liverpool (1)         | 4 - 1           | Shrewsbury Town (3)   |
| Stoke City (2)        | 2 - 0           | Leyton Orient (4)     |
| Tottenham (1)         | 3 - 1           | Morecambe (3)         |
| West Ham Utd (1)      | 2 - 0           | Leeds Utd (1)         |
| Wolverhampton (1)     | 3 - 0           | Sheffield Utd (2)     |
| Nottingham Forest (2) | 1 - 0           | Arsenal (1)           |
| 10 gennaio 2022       |                 |                       |
| Manchester Utd (1)    | 1 - 0           | Aston Villa (1)       |

### Quarto turno
Il sorteggio per il quarto turno della fase finale si è tenuto il 9 gennaio 2022 . A questo turno si è qualificata una squadra di sesta divisione, il campionato di livello più basso fin qui rappresentato, vale a dire il Kidderminster.
| Squadra 1             | Risultato       | Squadra 2          |
| --------------------- | --------------- | ------------------ |
| 4 febbraio 2022       |                 |                    |
| Manchester Utd (1)    | 1 - 1 (7-8 dtr) | Middlesbrough (2)  |
| 5 febbraio 2022       |                 |                    |
| Chelsea (1)           | 2 - 1 (dts)     | Plymouth (3)       |
| Kidderminster (6)     | 1 - 2 (dts)     | West Ham Utd (1)   |
| Crystal Palace (1)    | 2 - 0           | Hartlepool Utd     |
| Everton (1)           | 4 - 1           | Brentford (1)      |
| Huddersfield Town (2) | 1 - 0           | Barnsley (2)       |
| Manchester City (1)   | 4 - 1           | Fulham (2)         |
| Peterborough Utd (2)  | 2 - 0           | QPR (2)            |
| Southampton (1)       | 2 - 1 (dts)     | Coventry City (2)  |
| Stoke City (2)        | 2 - 0           | Wigan (3)          |
| Wolverhampton (1)     | 0 - 1           | Norwich City (1)   |
| Cambridge Utd (3)     | 0 - 3           | Luton Town (2)     |
| Tottenham (1)         | 3 - 1           | Brighton (1)       |
| 6 febbraio 2022       |                 |                    |
| Liverpool (1)         | 3 - 1           | Cardiff City (2)   |
| Nottingham Forest (2) | 4 - 1           | Leicester City (1) |
| Bournemouth (2)       | 0 - 1           | Boreham Wood (5)   |

### Ottavi di finale
Il sorteggio per gli ottavi di finale si è tenuto il 6 febbraio 2022 . A questo turno si è qualificata una squadra di quinta divisione, il campionato di livello più basso fin qui rappresentato, vale a dire il Boreham Wood.
| Squadra 1             | Risultato   | Squadra 2             |
| --------------------- | ----------- | --------------------- |
| 1º marzo 2022         |             |                       |
| Peterborough Utd (2)  | 0 - 2       | Manchester City (1)   |
| Crystal Palace (1)    | 2 - 1       | Stoke City (2)        |
| Middlesbrough (2)     | 1 - 0 (dts) | Tottenham (1)         |
| 2 marzo 2022          |             |                       |
| Luton Town (2)        | 2 - 3       | Chelsea (1)           |
| Southampton (1)       | 3 - 1       | West Ham Utd (1)      |
| Liverpool (1)         | 2 - 1       | Norwich City (1)      |
| 3 marzo 2022          |             |                       |
| Everton (1)           | 2 - 0       | Boreham Wood (5)      |
| 7 marzo 2022          |             |                       |
| Nottingham Forest (2) | 2 - 1       | Huddersfield Town (2) |

### Quarti di finale
Il sorteggio per i quarti di finale si è tenuto il 3 marzo 2022.
| Squadra 1             | Risultato | Squadra 2           |
| --------------------- | --------- | ------------------- |
| 19 marzo 2022         |           |                     |
| Middlesbrough (2)     | 0 - 2     | Chelsea (1)         |
| 20 marzo 2022         |           |                     |
| Crystal Palace (1)    | 4 - 0     | Everton (1)         |
| Southampton (1)       | 1 - 4     | Manchester City (1) |
| Nottingham Forest (2) | 0 - 1     | Liverpool (1)       |

### Semifinali
Il sorteggio per le semifinali si è tenuto il 20 marzo 2022.
| Squadra 1       | Risultato | Squadra 2      |
| --------------- | --------- | -------------- |
| 16 aprile 2022  |           |                |
| Manchester City | 2 - 3     | Liverpool      |
| 17 aprile 2022  |           |                |
| Chelsea         | 2 - 0     | Crystal Palace |

### Finale
| Arbitro: | Pawson |

|                                                        |                      |                                                           |
| Alonso Azpilicueta James Barkley Jorginho Ziyech Mount | Tiri di rigore 5 – 6 | Milner Thiago Firmino Alexander-Arnold Mané Jota Tsimikas |

| Chelsea | Liverpool |

| P               | 16 | Edouard Mendy      |     |      |      |
| D               | 14 | Trevoh Chalobah    |     | 106’ |      |
| D               | 6  | Thiago Silva       |     |      |      |
| D               | 2  | Antonio Rüdiger    |     |      |      |
| C               | 24 | Reece James        | 77’ |      |      |
| C               | 5  | Jorginho           |     |      |      |
| C               | 8  | Mateo Kovačić      |     | 66’  |      |
| C               | 3  | Marcos Alonso      |     |      |      |
| A               | 19 | Mason Mount        |     |      |      |
| A               | 10 | Christian Pulisic  |     | 106’ |      |
| A               | 9  | Romelu Lukaku      |     | 85’  |      |
| A disposizione: |    |                    |     |      |      |
| P               | 1  | Kepa Arrizabalaga  |     |      |      |
| D               | 28 | César Azpilicueta  |     | 106’ |      |
| D               | 31 | Malang Sarr        |     |      |      |
| C               | 7  | N'Golo Kanté       |     | 66’  |      |
| C               | 12 | Ruben Loftus-Cheek |     | 106’ | 120’ |
| C               | 17 | Saúl               |     |      |      |
| C               | 18 | Ross Barkley       |     |      | 120’ |
| C               | 22 | Hakim Ziyech       |     | 85’  |      |
| A               | 11 | Timo Werner        |     |      |      |
| Allenatore:     |    |                    |     |      |      |
| Thomas Tuchel   |    |                    |     |      |      |

| P               | 1  | Alisson                |  |      |
| D               | 66 | Trent Alexander-Arnold |  |      |
| D               | 5  | Ibrahima Konaté        |  |      |
| D               | 4  | Virgil van Dijk        |  | 91’  |
| D               | 26 | Andrew Robertson       |  | 111’ |
| C               | 8  | Naby Keïta             |  | 74’  |
| C               | 14 | Jordan Henderson       |  |      |
| C               | 6  | Thiago                 |  |      |
| A               | 11 | Mohamed Salah          |  | 33’  |
| A               | 10 | Sadio Mané             |  |      |
| A               | 23 | Luis Díaz              |  | 98’  |
| A disposizione: |    |                        |  |      |
| P               | 62 | Caoimhín Kelleher      |  |      |
| D               | 12 | Joe Gomez              |  |      |
| D               | 21 | Kōstas Tsimikas        |  | 111’ |
| D               | 32 | Joël Matip             |  | 91’  |
| C               | 7  | James Milner           |  | 74’  |
| C               | 17 | Curtis Jones           |  |      |
| A               | 9  | Roberto Firmino        |  | 98’  |
| A               | 20 | Diogo Jota             |  | 33’  |
| A               | 27 | Divock Origi           |  |      |
| Allenatore:     |    |                        |  |      |
| Jürgen Klopp    |    |                        |  |      |

| Uomo partita: Luis Díaz (Liverpool) Assistenti arbitrali: Dan Cook Edward Smart Quarto ufficiale: David Coote Riserva del Quarto ufficiale: Dan Robathan VAR: Paul Tierney Assistente al VAR: Simon Bennett | Regole dell'incontro - due tempi regolamentari da 45 minuti ciascuno; - due tempi supplementari da 15 minuti ciascuno in caso di parità; - tiri di rigore in caso di ulteriore parità; inizialmente cinque per squadra, e a oltranza fino a spareggio in caso di ulteriore parità; - numero massimo di 20 giocatori per squadra a referto (11 in campo e 9 come potenziali sostituti); - cinque sostituzioni permesse nei tempi regolamentari; una sesta permessa nei tempi supplementari. |